# Utilita Arena Birmingham
Pour les articles homonymes, voir NIA.
La Arena Birmingham (anciennement National Indoor Arena, abrégée en NIA), est une salle omnisports située à Birmingham. Sa capacité est de 13 000 places.

## Histoire
La salle a été inaugurée en 1991.
Elle est renommée Barclaycard Arena en décembre 2014, après avoir bénéficié de travaux d'un montant de 26 millions de livres.

## Événements
- Concours Eurovision de la chanson 1998
- Open d'Angleterre de badminton depuis 1994
- Championnats du monde de judo 1999
- WWF Rebellion 1999
- UFC 89
- Championnats du monde d'athlétisme en salle 2003
- Championnats d'Europe d'athlétisme en salle 2007
- Concert de Madonna dans le cadre du MDNA Tour, le 19 juillet 2012
- Championnats du monde d'athlétisme en salle 2018
- Concerts de Lady Gaga: ArtRave: The Artpop Ball Tour le 15 octobre 2014 puis dernièrement Joanne World Tour le 31 janvier 2018
- Concert de Madonna dans le cadre du Rebel Heart Tour, le 16 décembre 2015
- Concert de Nicki Minaj dans le cadre du The Nicki Wrld Tour le 14 mars 2019
- Jeux du Commonwealth de 2022